# Damiano Vannucci
Damiano Vannucci, né le 30 juillet 1977 à Saint-Marin, est un footballeur international saint-marinais, qui évoluait au poste de milieu de terrain.

## Biographie

### Carrière internationale
Damiano Vannucci compte 69 sélections avec l'équipe de Saint-Marin entre 1996 et 2012,. 
Il est convoqué pour la première fois par le sélectionneur national Massimo Bonini pour un match des éliminatoires de la Coupe du monde 1998 contre la Belgique le 9 octobre 1996. Il entre à la 52e minute de la rencontre, à la place de Valdes Pasolini (défaite 3-0). Il reçoit sa dernière sélection le 14 novembre 2012 contre le Monténégro (défaite 3-0).

## Palmarès
- Avec l'AC Libertas
  - Vainqueur de la Coupe de Saint-Marin en 2006

- Avec l'AC Juvenes/Dogana
  - Vainqueur de la Coupe de Saint-Marin en 2011

- Avec le SP La Fiorita
  - Vainqueur de la Coupe de Saint-Marin en 2012 et 2013
  - Vainqueur de la Supercoupe de Saint-Marin en 2012